# Bendroflumethiazid
Bendroflumethiazid ist ein Arzneistoff aus der Gruppe der Thiaziddiuretika, der bei der Behandlung von Hypertonie eingesetzt wird.

## Pharmakologie

### Vergleich mit Propranolol
In einer Studie mit zwei Gruppen von zuvor unbehandelten männlichen Hypertonikern wurden die blutdrucksenkende Wirkung und die Nebenwirkungen während einer 12-monatigen Behandlung mit Bendroflumethiazid und Propranolol verglichen. In beiden Gruppen wurde die gleiche Blutdrucksenkung erreicht. Während der Behandlung entwickelte ein Proband unter Bendroflumethiazid einen Diabetes mellitus und einer unter Propranolol eine kardiale Dekompensation. Die Glukosetoleranz verbesserte sich während der Behandlung mit beiden Wirkstoffen, während sich die Nüchternblutzucker-, Insulin- und Triglyzeridkonzentrationen nicht veränderten. Mit Hilfe dieser Studie stellte sich heraus, dass Bendroflumethiazid und Propranolol als blutdrucksenkende Mittel gleichermaßen nützlich sind und dass das Risiko einer Beeinträchtigung des Glukosestoffwechsels und des Kaliumhaushalts während der Behandlung mit Bendroflumethiazid bei leichter Hypertonie sehr gering zu sein scheint.
In einer Langzeitstudie wurden der Blutdruck und die Stoffwechselvariablen in zwei Gruppen hypertensiver Männer bestimmt, die randomisiert entweder Bendroflumethiazid oder Propranolol täglich erhielten. Zu Beginn der Studie lagen keine signifikanten Unterschiede zwischen den beiden Gruppen vor. Der Blutdruck wurde durch beide Behandlungen gleichermaßen gesenkt. Fünf Männer in der Propranolol-Gruppe und ein Mann in der Bendroflumethiazid-Gruppe entwickelten einen Diabetes. Die Ergebnisse dieser Studie deuten darauf hin, dass bei Männern mittleren Alters mit leichter bis mittelschwerer Hypertonie ein niedrig dosiertes Thiaziddiuretikum wie Bendroflumethiazid ein ebenso wirksames und sicheres blutdrucksenkendes Mittel ist wie der β-Blocker Propranolol und dass es keinen Diabetes auslöst. Die Ergebnisse sprechen für die Beibehaltung von Thiaziddiuretika als Mittel der ersten Wahl bei Bluthochdruck.

## Vergleich mit anderen Thiaziddiuretika
Als Diuretika werden bei der Hypertoniebehandlung weltweit die Thiaziddiuretika Hydrochlorothiazid und Bendroflumethiazid und die „thiazidartigen“ Diuretika Chlortalidon und Indapamid eingesetzt. Neuere Befunde zeigen, dass sowohl in Bezug auf Blutdrucksenkung als auch auf prognostische Effekte Bendroflumethiazid und Hydrochlorothiazid dem Indapamid und insbesondere Chlortalidon unterlegen sind. Dies ist insofern klinisch relevant, als dass Hydrochlorothiazid mit großem Abstand der weltweit meistverordnete Vertreter dieser Wirkstoffklasse ist. Die zugrunde liegenden Mechanismen der Überlegenheit von Chlortalidon auf prognostische Parameter sind unklar. Hierbei könnte die Tatsache, dass Chlortalidon eine etwa 5-fach längere Halbwertszeit besitzt als Hydrochlorothiazid, von Bedeutung sein. Es wird empfohlen thiazidartige Diuretika, insbesondere Chlortalidon, bei entsprechender Indikationsstellung bei der Hypertoniebehandlung vor Hydrochlorothiazid und Bendroflumethiazid vorzuziehen.

## Synthese
Die mehrstufige Synthese von Bendroflumethiazid ist in der folgenden Reaktionssequenz beschrieben:
3-Trifluormethylanilin wird zunächst mit Chlorsulfonsäure zu 4-Amino-6-trifluormethyl-1,3-benzen-disulfidchlorid umgesetzt. Im nächsten Schritt entsteht durch Zugabe von Ammoniak 2,4-Diaminsulfonyl-5-trifluormethylanilin. Zuletzt wird durch Umsetzung mit Phenylacetaldehyd das Produkt Bendroflumethiazid erhalten.

## Handelsnamen
- Dociretic, pertenso, Tensoflux (D)

- Précyclan, Tensionorme (F)

- Apinox, Neo-Nadex (GB)

- Corzide (USA)[4]